# Sarmast
Sarmast (persiska: سرمست) är en ort i Iran.   Den ligger i provinsen Kermanshah, i den nordvästra delen av landet, 400 km väster om huvudstaden Teheran. Sarmast ligger 1 722 meter över havet och antalet invånare är 2 434.
Terrängen runt Sarmast är kuperad. Runt Sarmast är det ganska tätbefolkat, med 124 invånare per kvadratkilometer. Närmaste större samhälle är Kangāvar, 11,4 km öster om Sarmast. Trakten runt Sarmast består i huvudsak av gräsmarker.